# Liste der Kulturdenkmäler in Biebelnheim
In der Liste der Kulturdenkmäler in Biebelnheim sind alle Kulturdenkmäler der rheinland-pfälzischen Gemeinde Biebelnheim aufgeführt. Grundlage ist die Denkmalliste des Landes Rheinland-Pfalz (Stand: 25. März 2025).

## Einzeldenkmäler
| Bezeichnung                             | Lage                                               | Baujahr | Beschreibung | Bild            |
| --------------------------------------- | -------------------------------------------------- | ------- | --- | --------------- |
| Kindergarten                            | Bechtolsheimer Straße 17 Lage                      | 1891/92 | spätgründerzeitlicher kubischer Backsteinbau, bezeichnet 1891/92, eingeschossiger Anbau; großteils originaler Innenausbau | BW              |
| Rat- und Schulhaus                      | Hauptstraße 11 Lage                                | 1828    | Rat- und ehemaliges Schulhaus; klassizistischer Putzbau, bezeichnet 1828; straßenbildprägend | Fotos hochladen |
| Katholische Kirche Mariä Himmelfahrt    | Hauptstraße 17 Lage                                | 1737    | spätbarocker Saalbau mit Schildgiebelfassade, bezeichnet 1737, eventuell mit älteren Teilen; bemerkenswerte Ausstattung | Fotos hochladen |
| Evangelische Kirche                     | Obere Kirchgasse, bei Nr. 12 Lage                  | 1770    | spätbarocker Saalbau, bezeichnet 1770, Sandsteinquaderturm, 1901 | Fotos hochladen |
| Grabmäler                               | Obere Kirchgasse, bei Nr. 14 auf dem Friedhof Lage | ab 1840 | Grabmal Heinrich Groth (?), barockes Kreuz mit Arma Christi auf Rückseite; Grabmal Georg Eberhard Heddäus († 1840), cippusartig mit reliefiertem Giebel und Akroteren; Grabmal Wilhelm Becker († 1843), ähnlich; Grabmal Georg Friedrich Jahmer (1800–1864), reliefierte Stele mit vegetabilischem Akroteraufsatz; Grabmal Katharina und Heinrich Keller († 1857 bzw. 1866), cippusartiger Doppelgrabstein | BW              |
| Wasserbehälter Biebelnheim              | Wörrstädter Straße 3 Lage                          | 1906    | Jugendstiltypenbau, bezeichnet 1906 | BW              |
| Wasserbehälter Bechtolsheim-Biebelnheim | nordöstlich des Ortes an der L 430 Lage            | 1906    | Jugendstil-Typenbau, Bossenquader aus Flonheimer Sandstein, 1906 von Wilhelm Lenz, Kulturinspektion Mainz | Fotos hochladen |